# Auxo
 Auxo, na mitologia grega, era uma das horas, filhas de Zeus e de Têmis, deusas guardiãs da ordem natural, do ciclo anual de crescimento da vegetação e das estações climáticas anuais.
Era a personificação do crescimento dos vegetais. Era mãe de Azesa e do Orlene.